# 歌舞青春3：畢業季
《歌舞青春3：畢業季》（英語： High School Musical 3：Senior Year）是迪士尼原創電影歌舞青春2的續集，也是《歌舞青春》系列(High School Musical, HSM franchise)的第三集電影。在2008年10月24日於美國、英國、香港和台灣等十個國家地區同步上映。不同于它的前集歌舞青春、歌舞青春2，本集将不只在迪士尼頻道播映，也同時在剧院上映。

## 剧情
经过第一集的相遇，第二集的放假，第三集的畢業成了编剧的選擇。沒錯，在新的一集中， 特洛伊、凱碧、夏培、雷恩、查德、泰勒及其他野貓們即將要畢業。但面對茫茫未來，每個人都抱著不同的顧慮及徬徨。
凱碧準備進入史丹佛大學法律預科，但這也表示她必須提早離開東高中，她也因此為了與男主角的分離所苦。在成長過程中經歷多次離別的凱碧因而猶豫著自己是否要繼續留在阿布奎基，或是進入夢寐以求的史丹佛。
而當得知自己被列入獲得茱莉亞學院獎學金的候選人之後，他便迷惘於籃球與戲劇間，不知道該如何選擇。
夏培和雷恩為了爭取茱莉亞學院獎學金而蓄勢待發，而所有野貓們也決定辦一場畢業音樂會，為高中生涯留下紀念。在這場音樂會中將決定誰會獲得獎學金。東高中最後一年，特洛依和凱碧即將面臨彼此分開的命運，他們擔心畢業後從此分道揚鑣。
而茱莉亞學院的獎學金競爭讓特洛依等人重新探討自己的內心，畢業也讓所有野貓們面臨挑戰和擔憂，並且學習邁向未來....

## 演员

### 留任演员
- 查克·艾佛朗 饰演  特洛伊·波頓（台灣配音[3][4]：梁剛華、香港配音：曹啟謙）
- 凡妮莎·安·哈金斯 饰演 凱碧瑞拉·曼提茲（台灣配音：傅其慧、香港配音：何璐怡）
- 艾希莉·提斯代爾 饰演 夏培·伊凡斯（台灣配音：謝佼娟、香港配音：劉惠雲）
- 盧卡斯·格拉貝爾 饰演 雷恩·伊凡斯（台灣配音：王俊博、香港配音：張裕東）
- 柯賓·布魯 饰演 查德·丹佛斯 （台灣配音：梁興昌、香港配音：鄧港文）
- 夢妮克·柯曼（英语：Monique Coleman） 飾演 泰勒·麥肯錫（台灣配音：林芳雪、香港配音：詹健兒）
- 奧蕾絲雅·盧琳 饰演 凱西·尼爾森（台灣配音：劉小芸、香港配音：成瑤孆）
- Ryne Sanborn（英语：Ryne Sanborn） 饰演 傑森·克洛斯（台灣配音：陳進益、香港配音：林筠翔）
- Chris Warren Jr.（英语：Chris Warren Jr.） 饰演 柴克·貝勒（台灣配音：夏治世、香港配音：劉奕希）
- Kaycee Stroh（英语：Kaycee Stroh） 饰演 瑪莎·考克斯（台灣配音：高幼帆、香港配音：黃昕瑜）
- Alyson Reed（英语：Alyson Reed） 饰演 達布斯老師（台灣配音：丘梅君、香港配音：雷碧娜）
- Bart Johnson（英语：Bart Johnson） 饰演 波頓教練 （台灣配音：夏治世、香港配音：招世亮）
- Leslie Wing（英语：Leslie Wing） 饰演 Lucille Bolton（台灣配音：不明、香港配音：黃玉娟）

### 新演员
- 簡瑪·麥肯茲-布朗 饰演 媞亞拉·高德（ 香港配音：張頌欣）
- 馬特·羅普考普 饰演 吉米·查拉[5]（香港配音：周倚天）
- Justin Martin（英语：Justin Martin） 饰演 唐尼·狄恩

## 各角色升學結果
- ·：加州大學柏克萊分校 表演藝術學系主修附帶籃球奬學金
- 凱碧瑞拉·曼提茲：史丹佛大學 法律預科
- 夏培·伊凡斯：阿爾伯克基大學（以新墨西哥大學為原型） 表演藝術學系
- 雷恩·伊凡斯：茱莉亞學院 編舞學系
- 查德·丹佛斯：阿爾伯克基大學（以新墨西哥大學為原型） 籃球奬學金（主修學系不明）
- 泰勒·麥肯錫：耶魯大學 政治學系
- 凱西·尼爾森：茱莉亞學院  音樂系
- 柴克·貝勒：康乃爾大學 餐飲學系
- 瑪莎·考克斯：南加州大學 舞蹈學系

## 歌曲
| 编号 | 歌名                                          | 演员                                                     | 歌长 |
| ---- | --------------------------------------------- | -------------------------------------------------------- | ---- |
| 1    | "Now or Never"                                | 全体演员                                                 | 4:28 |
| 2    | "Right Here, Right Now"                       | Zac Efron & Vanessa Hudgens                              | 3:58 |
| 3    | "I Want It All"                               | Ashley Tisdale & Lucas Grabeel                           | 4:39 |
| 4    | "Can I Have This Dance"                       | Zac Efron & Vanessa Hudgens                              | 4:04 |
| 5    | "A Night to Remember"                         | 全体演员                                                 | 3:58 |
| 6    | "Just Wanna Be With You"                      | Lucas Grabeel, Olesya Rulin, Zac Efron & Vanessa Hudgens | 2:38 |
| 7    | "The Boys Are Back"                           | Zac Efron & Corbin Bleu                                  | 3:47 |
| 8    | "Walk Away"                                   | Vanessa Hudgens                                          | 3:50 |
| 9    | "Scream"                                      | Zac Efron                                                | 3:56 |
| 10   | "Senior Year Spring Musical"                  | 全体演员                                                 | 7:45 |
| 11   | "We're All in This Together (Graduation Mix)" | 全体演员                                                 | 4:17 |
| 12   | "High School Musical"                         | 全体演员                                                 | 3:53 |

| Senior Year Spring Musical         | 演员                                                     |
| ---------------------------------- | -------------------------------------------------------- |
| "Last Chance"                      | Lucas Grabeel & Olesya Rulin                             |
| "Now or Never (Reprise)"           | 馬特·羅普考普, Corbin Bleu and Kaycee Stroh              |
| "I Want It All (Reprise)"          | Lucas Grabeel                                            |
| "Just Wanna Be With You (Reprise)" | Ashley Tisdale, Matt Prokop, Zac Efron & Vanessa Hudgens |
| "A Night to Remember (Reprise)"    | Jemma McKenzie-Brown & Ashley Tisdale                    |

## 全球公映情況
本電影早於2008年9月30日在法國巴黎首映，一直至10月22日開始才分別在不同國家地區放映。
- 2008年10月22日： 法國、 瑞士、 菲律賓
- 2008年10月23日： 德国、 匈牙利、 阿根廷
- 2008年10月24日： 美国、 加拿大、 英国、 香港、 中華民國、 西班牙、 波蘭、 芬兰、 哥伦比亚、 智利
- 2008年10月27日：
- 2008年10月29日： 比利时[6]
- 2008年10月30日： 秘魯
- 2008年10月31日： 墨西哥
- 2008年11月7日： 義大利
- 2008年11月12日： 埃及
- 2008年11月13日： 俄羅斯
- 2008年11月14日： 土耳其
- 2008年11月20日： 越南
- 2008年11月28日： 巴西
- 2008年12月10日： 荷蘭
- 2009年2月7日： 日本